# 范文同
范文同（越南语：／，發音：[faːm˧˨ʔ van˧˧ ʔɗəwŋ͡m˨˩] ⓘ；1906年3月1日—2000年4月29日），越南共产党、越南民主共和国和越南社会主义共和国的主要缔造者和领导人之一。是胡志明得力助手，长期出任越南总理的职务，曾協助胡志明建立印度支那共产党。范文同在桂林時期化名林伯傑（Lâm Bá Kiệt）。

## 生平
1906年3月1日，范文同生于越南广义省慕德县德新社的官吏家庭。1925年在河内学习法律。1926年在广州参加胡志明创立的越南青年革命同志会（越南第一个共产主义组织）。1927年回国领导西贡（今胡志明市）的学生运动。1929年任越南青年革命同志会南圻分会执行委员，同年5月任总会执行委员，7月被捕，判处在“死岛”昆仑岛的监狱服10年苦役。 1930年在狱中参加印度支那共产党。1936年获释。到河内负责主编《印度支那人意志报》。1938年到中国。1941年回到越南创建革命根据地并成立越南独立同盟。1945年8月在河宣省新潮召开的国民大会上当选为民族解放委员会委员。 1945年出任越南民主共和国临时政府财政部长；1946年率团赴巴黎与法国谈判；1949年任副总理；1951年任越南劳动党中央政治局委员；1954年率团出席日内瓦会议，签订《印度支那停战线协定》；1955年参加万隆会议，同年任总理兼外交部长，总理任期至1976年。
1969年胡志明死后与越南劳动党第一书记黎笋、国家主席孙德胜一起组成3人治国小组，领导越南，同年9月，范文同和国防部长武元甲访问中国，与林彪会面。
1977年夏，范文同访华，時任中国国务院副总理李先念在会见他时指出，越南方面过去承认南沙、西沙是中国领土，但1974年以后立场却开始发生变化，特别是1975年趁進軍南越的机会，占領了中国南沙6个岛屿，“苏联在1975年以前一直都承认南沙、西沙群岛属于中国领土，在你们挑起这一争端以后，他们也立即改变了态度。”范文同说：“在抗战中，当然我们要把抗击美帝国主义放在高于一切的地位”，“对我们的声明，其中包括我给周总理的照会上面所说的，应当怎样理解呢？应当从当时的历史环境来理解”。
李光耀在《邓小平决策对越自卫反击战内情》中提到，范文同访问新加坡时两人讨论了越南面对海外华人的问题。范文同认为华人在任何时候都会支持中国，“就像越南人无论身在何处总会支持越南一样”。从上文可知范文同的内心思想。
越南統一之後，他繼續擔任越南政府总理（1981年后任部长会议主席）一職，直到1987年退休為止。1990年与时任越共中央总书记阮文灵等访问中国，与江泽民、李鹏等中国领导人在成都会谈，为改善中越关系作出努力。退休后仍担任越共中央顾问职务，在幕后影响政局。晚年，由于身体不好，双目失明，很少公开露面。

## 逝世
2000年4月29日在因病逝世，享耆壽94歲。为了不冲淡4月30日解放南方统一日的庆祝活动气氛，不影响普通劳动者欢度五一国际劳动节，按照惯例，越南党和政府没有立即宣布范文同逝世的消息。直到5月2日，越南共产党中央委员会、越南国会、国家主席、政府、祖国战线中央委员会才联合发表特别公报，正式公布了这一消息，并决定为范文同举行隆重的国葬。
范文同家乡广义省有以他命名的范文同大学。

## 著作
《战斗和建设的二十五年》

## 家庭
范文同的母親是阮氏洵（Nguyễn Thị Tuân）。
妻子范氏菊（Phạm Thị Cúc），2018年10月15日於河內家中逝世，享年96歲。